# Michiel Hazewinkel
Michiel Hazewinkel (Amsterdam, 22 juni 1943) is een Nederlandse wiskundige, emeritus hoogleraar wiskunde van het Centrum Wiskunde & Informatica en van de Universiteit van Amsterdam (UvA). Hij is speciaal bekend vanwege zijn boek Formal groups and applications uit 1978, en als redacteur van de Encyclopedia of Mathematics.

## Biografie
Hazewinkel studeerde aan de UvA, en behaalde in 1963 het kandidaatsexamen wis- en natuurkunde. In 1965 behaalde hij het doctoraalexamen wiskunde met filosofie als bijvak. Hij promoveerde in 1969 bij Frans Oort en Albert Menalda op het proefschrift Maximal Abelian Extensions of Local Fields.
Hazewinkel begon z'n academische loopbaan in 1965 als wetenschappelijk medewerker bij de UvA. In 1969/70 was hij als postdoc verbonden aan het am Steklov-instituut voor wiskunde in Moskou, waarna hij in 1970 benoemd werd tot lector wiskunde bij het Econometrisch Instituut van de Erasmus Universiteit Rotterdam. Van 1972 tot 1982 was hij hoogleraar wiskunde aan die universiteit. In de periode 1973/75 was hij ook als hoogleraar verbonden aan de
Universitaire Instelling Antwerpen.
Van 1982 tot 1985 had Hazewinkel een deeltijdaanstelling als buitengewoon hoogleraar wiskunde aan de Erasmus Universiteit Rotterdam en was hij in deeltijd hoofd van de afdeling zuivere wiskunde van het Centrum Wiskunde & Informatica (CWI) in Amsterdam. In 1985 werd hij ook benoemd als buitengewoon hoogleraar wiskunde bij de Universiteit Utrecht. Van 1988 tot zijn emeritaat in 2008 was hij hoogleraar wiskunde bij het CWI en hoofd van de afdeling algebra, analyse en meetkunde.

## Publicaties
Hazewinkels schreef onder andere:
- 1970. Géométrie algébrique-généralités-groupes commutatifs. Samen met Michel Demazure en Pierre Gabriel. Masson & Cie.
- 1976. On invariants, canonical forms and moduli for linear, constant, finite dimensional, dynamical systems. Samen met Rudolf E. Kalman. Springer Berlin Heidelberg.
- 1978. Formal groups and applications. Vol. 78. Elsevier.[2]
- 1993. Encyclopaedia of Mathematics. ed. Vol. 9. Springer.

Een selectie uit artikelen:
- Hazewinkel, Michiel (1976). Moduli and canonical forms for linear dynamical systems II: The topological case. Mathematical Systems Theory 10 (1): 363–385. DOI: 10.1007/BF01683285.  Gearchiveerd van origineel op 12 december 2013.
- HazewinkelHazewinkel, MichielMichiel, Marcus, Steven I. (1982). On Lie algebras and finite dimensional filtering. Stochastics 7 (1–2): 29–62. DOI: 10.1080/17442508208833212.  Gearchiveerd van origineel op 12 december 2013.
- Hazewinkel, M., Marcus, S. I., Sussmann, H. J. (1983). Nonexistence of finite-dimensional filters for conditional statistics of the cubic sensor problem. Systems & Control Letters 3 (6): 331–340. DOI: 10.1016/0167-6911(83)90074-9.  Gearchiveerd van origineel op 12 december 2013. Geraadpleegd op 10 september 2013.
- Hazewinkel, Michiel (2001). The algebra of quasi-symmetric functions is free over the integers. Advances in Mathematics 164 (2): 283–300. DOI: 10.1006/aima.2001.2017.